# کومسومولسکی (شهرستان کراسنوبورسکی، استان آرخانگلسک)
کومسومولسکی (به لاتین: Komsomolsky) یک منطقهٔ مسکونی در روسیه است که در استان آرخانگلسک واقع شده‌است.